# Jorge Sanguina
Jorge Luis Sanguina Morínigo (Coronel Oviedo, 2 maggio 1999) è un calciatore paraguaiano, attaccante del Colón (SF).

## Carriera
Sanguina è cresciuto nel settore giovanile del Libertad, dove ha debuttato il 10 giugno 2017 nell'incontro di División Profesional vinto 3-0 contro il Olimpia. Nel 2019 e nel 2021 ha giocato in prestito in seconda divisione con Rubio Ñu e Atyrá. Nel 2022, sempre in prestito, ha giocato allo Sportivo Ameliano in prima divisione, con cui ha segnato 8 gol in 22 presenze ed ha vinto la Copa Paraguay. A fine anno ha lasciato a titolo definitivo il club bianconero per passare al General Caballero (JLM).
Nell'estate del 2024 si è trasferito in Argentina dove ha firmato un triannale con l'Independiente Rivadavia.

## Statistiche

### Presenze e reti nei club
Statistiche aggiornate al 4 agosto 2024.
| Stagione        | Squadra                 | Campionato      | Campionato | Campionato | Coppe nazionali | Coppe nazionali | Coppe nazionali | Coppe continentali | Coppe continentali | Coppe continentali | Altre coppe | Altre coppe | Altre coppe | Totale | Totale | Totale |
| Stagione        | Squadra                 | Comp            | Pres       | Reti       | Comp            | Pres            | Reti            | Comp               | Pres               | Reti               | Comp        | Pres        | Reti        | Pres   | Reti   |        |
| --------------- | ----------------------- | --------------- | ---------- | ---------- | --------------- | --------------- | --------------- | ------------------ | ------------------ | ------------------ | ----------- | ----------- | ----------- | ------ | ------ | ------ |
| 2017            | Libertad                | PD              | 9          | 0          |                 | -               | -               | CL+CS              | 0                  | 0                  |             | -           | -           | 9      | 0      |        |
| 2018            | Libertad                | PD              | 2          | 0          | CP              | 0               | 0               |                    | -                  | -                  |             | -           | -           | 2      | 0      |        |
| 2022            | Sportivo Ameliano       | PD              | 22         | 8          | CP              | 3               | 0               |                    | -                  | -                  |             | -           | -           | 25     | 8      |        |
| 2023            | General Caballero (JLM) | PD              | 38         | 8          | CP              | 0               | 0               | CS                 | 1                  | 0                  |             | -           | -           | 39     | 8      |        |
| 2024            | General Caballero (JLM) | PD              | 18         | 8          | CP              | 0               | 0               |                    | -                  | -                  |             | -           | -           | 18     | 8      |        |
| 2024            | Independiente Rivadavia | PD              | 1          | 0          | CA+CdL          | 0               | 0               |                    | -                  | -                  |             | -           | -           | 1      | 0      |        |
| Totale carriera | Totale carriera         | Totale carriera | 90         | 24         |                 | 3               | 0               |                    | 1                  | 0                  |             | -           | -           | 94     | 24     |        |

## Palmarès

### Club

#### Competizioni nazionali
- Copa Paraguay: 1

Sportivo Ameliano: 2022